# Валтер фон Зайдлиц-Курцбах
Вижте пояснителната страница за други личности с името Зайдлиц.
Валтер фон Зайдлиц-Курцбах (на немски: Walther von Seydlitz-Kurzbach) е германски генерал от артилерията на Вермахта.
Зайдлиц-Курцбах е освободен от командването си в началото на 1943 г. и след това изоставя германските военни линии, за да се предаде на Червената армия. Той става съветски сътрудник, докато е военнопленник. След войната е осъден от Съветския съюз за военни престъпления. През 1996 г. той е посмъртно помилван от Русия.

## Биография
Зайдлиц-Курцбах е роден в Епендорф, Хамбург, в благородно пруско семейство. По време на Първата световна война той служи на двата фронта като офицер. По време на Ваймарската република остава професионален офицер в Райхсвера. От 1940 до 1942 г. командва 12-а пехотна дивизия на германската армия. Когато дивизията е обкръжена в Демянск, Зайдлиц-Курцбах е отговорен за разбиването на съветския кордон и дава възможност на германските части да избягат от обкръжението. За това действие той е повишен в генерал от артилерията.
Корпусът му е подчинен на 6-а армия по време на битката при Сталинград. Когато цялата армия е заклещена в града по време на съветската операция „Уран“, Зайдлиц-Курцбах е един от генералите, който най-силно се аргументира в полза на пробив или предаване, в нарушение на заповедите на Адолф Хитлер. На 25 януари 1943 г. той казва на подчинените си, че са свободни да решават сами дали да се предадат. Фридрих Паулус незабавно го освобождава от командването на трите си разделения (100, 71-ва и 295-а пехотна дивизия).:с. 199
Няколко дни по-късно, Зайдлиц-Курцбах бяга от немските позиции с група други офицери. Той е вкаран в съветски арест, където е разпитван от капитан Николай Дятленко. Той е идентифициран от разпита като потенциален сътрудник. През август 1943 г. е заведен с двама други генерали в полицейски център за превъзпитание в Луново. Месец по-късно е изпратен обратно в лагер за военнопленници.
Зайдлиц-Курцбах е лидер в сформирането под съветски надзор на антинацистка организация, Лигата на германските офицери, и става член на Националния комитет за свободна Германия. Той е осъден от много от колегите му генерали за сътрудничеството си със Съветския съюз. Осъден е на смърт задочно от правителството на Хитлер. Неговата идея за създаване на антинацистка сила на около 40 000 германски военнопленници, които да бъдат превозвани в Германия, никога не е сериозно обмислена, докато в Германия семейството му е отведено в Sippenhaft, задържане за престъпленията на член от семейството. В крайна сметка Зайдлиц-Курцбах е използван от съветската и германската пропаганда: той е използван от първите в предавания и литература, за да насърчи германските войници да се предадат, а последните култивират идеята за „Зайдлицовите войски“. Неговата роля в съветската пропаганда до голяма степен е равна на тази на Андрей Власов в нацистката пропаганда.
През 1949 г. той е обвинен във военни престъпления. Изправен е пред съд за отговорност за действия срещу съветските военнопленници и цивилното население, докато е на служба във Вермахта. През 1950 г. съветският трибунал го осъжда на 25 години лишаване от свобода, но през 1955 г. е освободен в Западна Германия, където през 1956 г. смъртната присъда на Третия райх е анулирана.
Зайдлиц-Курцбах почива на 28 април 1976 г. в Бремен. На 23 април 1996 г. руските власти издават посмъртно помилване.